# Studentenbund Allpolnische Jugend
Der Studentenbund Allpolnische Jugend (poln. Związek Akademicki Młodzież Wszechpolska) entstand 1919 als ideologisch-erzieherische Studentenorganisation mit stark nationalistischer Orientierung. In den 1930er Jahren fiel sie durch nationalistische und antisemitische Aktionen auf und näherte sich nach dem Tode Józef Piłsudskis politisch immer mehr dem Regierungslager an. An Hochschulen erreichte sie teilweise den Ausschluss jüdischer Studenten und verwendete faschistische Symbole italienischer Prägung. In ihrem Parteiprogramm deklarierte sie, dass ihr Ziel die Erziehung der Jugend im katholischen und nationalistischen Geist sei. Das Eigenschaftswort „Wszechpolska“ (= Allpolnisch) drückt das Ziel aus, alle polnischen Gebiete in einer Gesamtheit zu vereinigen, betont also das Nationaldenken und den Gleichheitsstatus aller Bürger polnischer Nationalität – unabhängig von ihrer sozialen Herkunft und der Höhe ihres Besitzes.

## Geschichte der Organisation
Sie entstand 1919 als Studentenorganisation des nationaldemokratischen Lagers um Roman Dmowski unter dem Namen Nationale Vereinigung der Akademischen Jugend (Narodowe Zjednoczenie Młodzieży Akademickiej). Im März 1922 fand das Gründungstreffen der und die Umbenennung in Allpolnische Jugend statt, bei dem Roman Dmowski zum Präsidenten ernannt wurde. Im Zeitraum zwischen den beiden Weltkriegen nahmen die Mitglieder der Allpolnischen Jugend rege am akademischen Leben teil und standen an der Spitze vieler Studentenorganisationen, unter anderem bei Bratnia Pomoc (Hilfsbruderschaft), Koła Naukowe (Lernkreise), Korporacje Akademickie (akademische Körperschaften) und Samorząd Akademicki → Naczelny Komitet Akademicki (akademische Selbstverwaltung → das führende akademische Komitee). Sie wehrten sich gegen die Bestrebungen der damaligen Regierung, die Hochschulen zu zentralisieren und traten für deren Autonomie ein, des Weiteren kämpften sie für niedrigere Studiengebühren. Sie setzten sich ebenso für den wirtschaftlichen Boykott und für die erschwerte Zulassung von Juden durch einen sogenannten Numerus nullus zum Studium ein. Sie wurde zur größten akademischen Organisation der Zweiten Polnischen Republik. Die Mitglieder der Allpolnischen Jugend setzten die Einführung der so genannten „Getta ławkowe“ (Bank-Ghettos) durch (speziell markierte Sitzreihen für Juden in den Hörsälen), wobei sie sich während des Krieges total von der Politik der Nationalsozialisten distanzierten und sogar vereinzelt im Rahmen ihrer Möglichkeiten Juden Hilfe anboten. 
Während des Zweiten Weltkrieges kämpften die Mitglieder der Allpolnischen Jugend bei der Polnischen Heimatarmee und bei den Nationalen Streitkräften. 
Nach dem Krieg, in den Jahren 1946/1947, wurde sie zerschlagen und unter dem kommunistischen Regime in Polen verboten. Zu den bekanntesten Mitgliedern der Allpolnischen Jugend vor dem Krieg gehören: Wiesław Chrzanowski, Jan Mosdorf, Jan Matłachowski, Tadeusz Łabędzki.

## Hymne
Seit 1926 besteht die Hymne der Jugend des „Großpolnischen Lagers“ (Obóz Wielkiej Polski, nationalistische polnische Organisation) in unveränderter Form. 
Sie wird zur Melodie der „Warszawianka“ (aus dem Jahre 1831) gesungen.
| Polnisch                        | Deutsche Übersetzung                                     |
| ------------------------------- | -------------------------------------------------------- |
| Złoty słońca blask dokoła,      | Der goldenen Sonne Schein ringsum,                       |
| Orzeł Biały wzlata wzwyż,       | Der weiße Adler erhebt sich in die Höhe,                 |
| Dumne wznieśmy w górę czoła,    | Lasst uns unsere Stirn stolz erheben,                    |
| patrząc w Polski Znak i Krzyż,  | Schauend auf Polens Zeichen und Kreuz                    |
|                                 |                                                          |
| Polsce niesiem odrodzenie,      | Polen bringen wir die Wiedergeburt,                      |
| Depcząc podłość, fałsz i brud,  | Zertretend die Niedertracht, Falschheit und den Schmutz, |
| W nas mocarne wiosny tchnienie, | In uns der mächtige Frühlingshauch,                      |
| W nas jest przyszłość,          | In uns ist die Zukunft,                                  |
| Z nami lud,                     | Mit uns das Volk                                         |
|                                 |                                                          |
| Naprzód idziem w skier powodzi, | Gradeaus gehen wir der Flut entgegen,                    |
| Niechaj wroga przemoc drży,     | Möge die Übermacht des Feindes erzittern,                |
| Już zwycięstwa dzień nadchodzi, | Schon naht der Tag des Sieges,                           |
| Wielkiej Polski moc to my!      | Des großen Polens Kraft sind wir!                        |
| Wielkiej Polski moc to my!      | Des großen Polens Kraft sind wir!                        |
|                                 |                                                          |
| Naprzód idziem zbrojni duchem,  | Vorwärts gehe ich mit bewaffnetem Geist,                 |
| Antychrysta pędzić precz.       | Den Antichristen zu vertreiben.                          |
| Matko Boża nas wysłuchaj,       | Die Mutter Gottes wird uns erhören,                      |
| Błogosław Chrobrego Miecz!      | Segne des Tapferen Schwert!                              |
| Błogosław Chrobrego Miecz!      | Segne des Tapferen Schwert!                              |

## Vorsitzende
- Jan Rembieliński (1922–1923)
- Jan Jodzewicz (1923–1925)
- Edward Muszalski (1925)
- Janusz Rabski (1925–1928)
- Jan Mosdorf (1928–1933)
- Jerzy Kurcjusz (1933–1934)
- Jan Ostoja Matłachowski (1934–1939)
- Tadeusz Łabędzki (1944–1945)